# Orešje (Šmarješke Toplice, Slovenija)
Orešje je naselje u slovenskoj Općini Šmarješke Toplice. Orešje se nalazi u pokrajini Dolenjskoj i statističkoj regiji Jugoistočnoj Sloveniji. 

## Stanovništvo
Prema popisu stanovništva iz 2002. godine naselje je imalo 104 stanovnika.